# Folkepark
En folkepark er en type festplads eller stort frilufts- og parkanlæg, der ligger i byområder med offentlig adgang. Udtrykkene folkpark og Folkets park er især blevet brugt om arbejderbevægelsens mange populære forlystelsesparker med udendørsscener i Sverige, men begrebet anvendes også i Danmark.
Udtrykket er desuden meget udbredt i Folkerepublikken Kina, hvor det refererer til visse offentlige byparker (kinesisk folkepark).

## Historie
Da industrisamfundet med urbaniseringen samt politiske og ideologiske massebevægelser og sociale reformer opstod i slutningen af 1800-tallet, blev der flere steder opført offentlige parker som mødesteder for byens borgere og arbejdere, når de havde fri. Parkområderne var relativt store med plads til både sport, leg og offentlige møder. I weekenderne var der ofte populær underholdning såsom koncerter, dans, friluftsteater og mindre tivoliforlystelser.
I Danmark startede udviklingen af folkeparker i begyndelsen af 1900-tallet med Fælledparken i København. Fra 1909-10 omdannede man fælledens område fra militært skydeterræn til en egentlig folkepark for borgerne med adgang til fritidsaktiviteter, afslapning, leg, koncerter og møder.
Af andre kendte folkeparker i Danmark, kan man nævne Roskildes folkepark, der blev etableret af byrådet i 1934 og designet af arkitekten Carl Theodor Sørensen. Denne park indeholder et amfiteater. Kildeparken i Aalborg er ligeledes en folkepark, men startede ud med at være almindelig prydpark ved dens grundlæggelse i 1802. Parken begyndte fra 1983 at danne ramme om Aalborg Karneval med op til 80.000 besøgende alene i parkområdet. I 1990'erne omdannede man parken, så den kom til at indeholde en friluftsscene og legepladser.

### Folkeparker i udlandet
Folkeparker blev udviklet flere steder i Europa, blandt andet i Tyskland. I slutningen af 1700-tallet var de tyske parker grønne områder med smuk havekunst primært beregnet til gåture og æstetisk nydelse. Disse haver blev ofte benævnt Volksgärten eller Stadtgärten ("byhaver"). Mod slutningen af 1800-tallet opstod der en modreaktion. I tidens ånd blev parkerne i stedet indrettet efter en strammere plan, og der blev åbnet større områder for lys og luft, spil og leg. Disse parker blev betegnet Volkspark ("folkets park") eller Stadtpark (bypark). Et eksempel på dette er Großer Tiergarten i det centrale Berlin. Den blev anlagt allerede i 1527, men omdannet til en parkhave i 1840'erne og doneret til byen Berlin og dens befolkning i 1881. Großer Tiergarten er sammen med Hyde Park i London og Central Park i New York én af verdens største parker.
Efter tysk mønster blev der også anlagt en række folkeparker i Sverige, hvor den første folkepark opførtes i Malmö i 1893. Folkeparker og dansesteder var meget vigtige for kulturlivet i mange små og store industrisamfund. I sommermånederne kunne publikum opleve berømte kunstnere, der rejste rundt fra folkepark til folkepark og tjente penge på det. Efter 1955 oplevede det blomstrende svenske folkeparkfænomen imidlertid stærk tilbagegang. Den fortsat stigende bybefolkning og det nye tv-medie gav flere underholdningsmuligheder og dermed øget konkurrence for folkets parker. De svenske parker var tidligere ejet og drevet af organisationer inden for arbejderbevægelsen, men de nuværende er oftest private.
Norske folkeparker er offentligt tilgængelige parker, eksempelvis Frogner Park og Bygdøy Kongsgård i Oslo eller Hamar Park i Hamar, selvom udtrykket "folkepark" ikke har været så almindeligt at bruge i Norge og havde lidt forskellige betydninger. St. Hanshaugen park i Oslo blev for eksempel i 1935 foreslået omdannet til en folkepark i stil med Tivoli i København, men forslaget blev afvist af kommunen. Parker og vandreområder blev især bygget fra 1870'erne som et alternativ for byboere, der ikke havde deres egne haver.
I de norske folkeparker kan der være vandrestier, bænke, andedamme, pavilloner, restauranter, udendørs scener og legepladser. Mange parker er forbundet med sportsbaner og kommunale sportsfaciliteter, der er bygget efter 2. verdenskrig, såsom Folkeparken på Atlanten stadion i Kristiansund, Bugårdsparken i Sandefjord og udstillingsområdet ved Frodeåsen i Tønsberg.